# Гипотаксис
Гипота́ксис (от др.-греч. ὑπο- «под» + τάξις «расположение») — способ построения сложного предложения. При гипотаксисе синтаксическая связь, соединяющая простые предложения в составе сложного, выражена эксплицитно при помощи союзов, относительных местоимений и других служебных слов.
В отечественной лингвистике гипотаксис иногда рассматривается как синоним  подчинения. В зарубежной лингвистике гипотаксис, наряду с паратаксисом, является одним из видов организации сложного предложения, как сложносочинённого, так и сложноподчинённого.